# قائمة المركبات القتالية الألمانية في الحرب العالمية الثانية
استخدم الفيرماخت الألماني مجموعة واسعة من المركبات القتالية خلال الحرب العالمية الثانية. هذه المقالة هي ملخص لتلك المركبات.

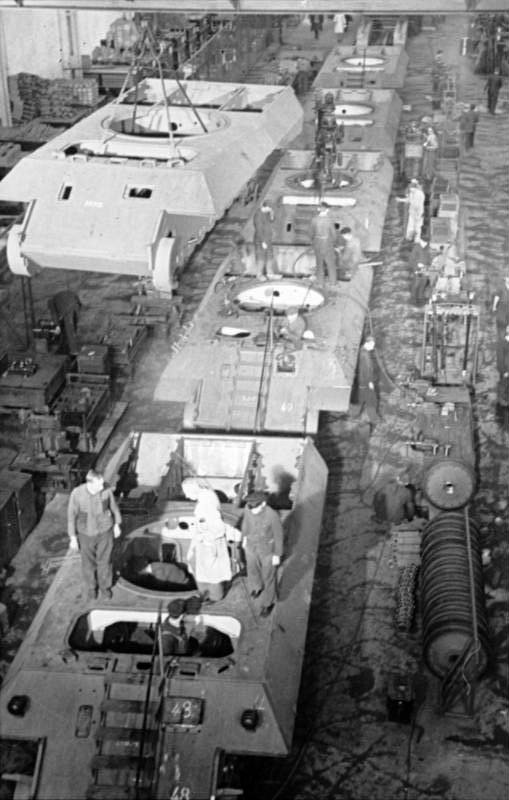
خط إنتاج دبابات تايجر

## الدبابات

### بانزركامفاجن 1(PzKpfw I)
يُعرف أيضًا باسم: Panzer I أو Sonderkraftfahrzeug 101 (Sd. Kfz. 101) لم يكن المقصود من Panzer I أن تكون مركبة قتالية، ولكن أكثر لتعريف الصناعة والجيش بالدبابات. بحلول الوقت الذي انتهى فيه الإنتاج في عام 1937، تم إنتاج ما مجموعه 1867 من هياكل الدبابات بانزر 1، تم تجهيز 1493 منها بأبراج، والباقي يستخدم كمركبات قيادة أو تدريب.
النماذج:
- بانزرييغا 1= تشيكي تم التقاطه 4,7 سم KPÚV vz. 38 على هيكل بانزر 1 اوسف بي
- شتورم بانزر 1 (Bison) = 150   مدفع مشاة ثقيل ملم على هيكل بانزر 1 اوسف بي
- فلاكبانزر 1 = مدفع مضاد للطائرات من عيار 2 سم فلاك 38 على هيكل دبابة بانزر أوسف 1
- كلاينر بانزربيفواجن = مركبة قيادة مدرعة على هيكل بانزر 1 اوسف بي

### بانزركامفاجن 2(PzKpfw II)
تعرف أيضًا باسم: Panzer II أو Sonderkraftfahrzeug 121 (Sd. Kfz. 121) كانت بانزر 2 مركبة أثقل، تم تصميمها لتحل محل بانزر 1. تم تسليحها بمدفع من عيار 20 ملم، والتي لديها بعض القدرة ضد المركبات المدرعة الأخرى. قبل بدء الحرب، تم بناء 1,223.
النماذج:
PzKpfw II Flamm ، (Sd. Kfz. 122)، Flamingo
خزان قاذف اللهب (Ausfuhrung A وB)
ماردر 2
75   مدفع عيار 40 ملم على شاسيه بانزر 2 (Sd. Kfz.131)
ماردر 3
الإسنيلاء على مدفع روسي عيار 76.2 على هيكل بانزر 2 أوسف دي / E (Sd. Kfz. 132)
ويسب
105   مدفع هاوتزر

### بانزر السابعة "لوف"
كان لوف عبارة عن تصميم دبابة فائق الثقل. لم يترك لوحة الرسم أبدا.

### بانزر الثامنة "ماوس"
المعروف أيضًا باسم: «بانزر VIII»، «ماوس» ماوس (PzKpfw VIII) هي دبابة فائقة الثقل ألمانية ب188طن. تم بناء نموذجين أوليًا وحصل نموذج واحد فقط على برج.

## مدافع هجومية
شتورمجيشوتس 3
مبنية على هيكل بانزر-3
شتورمجيشوتس 4
مبنية على هيكل بانزر-4 -مدفع عيار 75 ملم
شتورمبانزر 4 («برومبار»)
ببندقية 150 مم مبنية على هيكل بانزر-4
ستورم تايجر
بنيت على هيكل دبابة تايجر 1، جهاز عرض صاروخ 380 ملم

## مدمرات الدبابات

### بانزرييغا 1
(مبنية على هيكل بانزر-1)

### ياغبانزر 38 (ر) "هتزر"
(مبنية على هيكل بانزر 38 (t))

### ياجبانزر4
(مبنية على هيكل بانزر-4)

### ياغدبانثر
(مبنية على هيكل دبابة بانثر)

### سلسلة ماردر
- ماردر1 (مبني على هيكل من الدبابات الفرنسية وبعض الدبابات البولندية)
- ماردر 2 (مبني على هيكل بانزر-2)
- ماردر 3 (مبني على هيكل بانزر 38 (t))

### ياجتايجر
(على أساس تايجر 2)

## نصف مجنزرة
- مولتيا
- Sd.Kfz. 2
- Sd.Kfz. 4
- Sd.Kfz. 6
- Sd.Kfz. 7
- Sd.Kfz. 8
- Sd.Kfz. 9
- Sd.Kfz. 10
- Sd.Kfz. 11
- Sd.Kfz. 250
- Sd.Kfz. 251

## رموز البلد للمعدات الأجنبية المعتمدة
- الولايات المتحدة (أمريكا)
- ب - بلجيكا
- المملكة المتحدة (إنجلترا)
- و - فرنسا
- ي - يوغسلافيا (يوجوسلاوين)
- ح - هولندا (هولندا)
- إ- إيطاليا
- ك - كندا (كانادا)
- ö - النمسا (Österreich)
- ع - بولندا
- ر- الاتحاد السوفيتي (روسلاند ، «روسيا»)
- ت - تشيكوسلوفاكيا (Tschechoslowakei)، على سبيل المثال، بانزر 35 (تي)

## روابط خارجية
- أتشتونج بانزر!